# Химич Назар Васильович
Наза́р Васи́льович Хи́мич (нар. 6 березня 1986 року, Львів) — український футболіст, захисник польського «Промика» (Ужейовіце).

## Кар'єра
Вихованець «Карпат» (Львів).
На професіональному рівні дебютував навесні 2004 року у друголіговій команді «Галичина-Карпати» (Львів), яка була частиною системи «Карпат» (Львів). Також до 2008 року виступав за «Карпати-2» у другій лізі та дубль «Карпат» у вищій лізі.
У першій половині сезону 2008/2009 грав у складі клубу «Кримтеплиця» (Молодіжне) в першій лізі.
Навесні 2010 року виступав за польську «Сталь» (Краснік) у 3 лізі (третя за рангом ліга Польщі), у сезоні 2010/11 — у МКС «Каньчуґа» в 4 лізі Польщі.
З літа 2011 — у першоліговому ФК «Львів».